# ファランヘ党
ファランヘ党（スペイン語: Falange Española Tradicionalista）は、1930年代以降の複数の政治運動や政党の名称で、最も有名なのはスペインのファシスト政党である。ファランヘ党の思想や運動は、ファランジズム（Falangism）とも呼ばれる。
「ファランヘ」（スペイン語: Falange）とは古代の陣形ファランクス（phalanx）のことで、団結の象徴である（フーリエの「ファランジュ」とも同源）。
1933年に誕生して現在まで続く政党を「旧ファランヘ党」、1937年にフランシスコ・フランコが王党派と合体させた政党を「新ファランヘ党」（国民運動）とも呼ぶ。

## 歴史
スペインの「旧ファランヘ党」は、1933年にプリモ・デ・リベラの息子であるホセ・アントニオ・プリモ・デ・リベラによって創設された。翌年、国家サンディカリスム政党の「攻撃的国家サンディカリスト同盟」（Juntas de Ofensiva Nacional-Sindicalista、JONS）と合併し勢力を伸ばしたが、党員の大部分は21歳以下の学生だった。1936年に人民戦線政府によって党幹部が逮捕された。同年7月にスペイン内戦が始まると反乱軍側に協力し、このためホセ・アントニオ・プリモ・デ・リベラは獄中で処刑された。
1937年、フランシスコ・フランコは王党派とファランヘ党を合体させ、「新ファランヘ党」の党首に就任した。新しいファランヘ党はスペインの右派ナショナリスト各派を統合し、フランコ独裁の全体主義体制の樹立を目指すようになった。1939年の党大会でスペインで唯一の政党となることが決議された。フランコのファシスト・ファランヘ党は、地主、資本家、カトリックを抱き込み、反乱を起こした。スペイン内戦中にはナチス・ドイツがゲルニカを空爆したが、ピカソの「ゲルニカ」は、この際の悲劇をもとに描かれたモノクロ絵画である。スペイン内戦には義勇兵などとして、アーネスト・ヘミングウェイ、ジョージ・オーウェル、アンドレ・マルローらが共和派を支持して参戦した。 やがて民主主義者の願いも空しく、スペイン内戦で勝利し、総統フランコは独裁体制を敷く。ヒトラーやムッソリーニは敗戦により死んだが、狡猾なフランコは戦争に中立を保ち、戦後も独裁体制を維持し続けた。第7代国際オリンピック委員会会長を務めたフアン・アントニオ・サマランチもファランヘ党員であり、「100%のフランコ主義者」と公言するほどの、熱烈なフランコ支持者だった。サマランチは若き日にはストライキ破りのファシストとして知られ、IOCのエイベリー・ブランデージはヒトラー・ファンだったが、サマランチはフランコ・ファンという点が異なっていた。ファランヘ党は、1975年のフランコの死まで独裁制を支えた。国王が即位し、スペインはようやくフランコの独裁から解放され、西側民主主義社会の仲間入りを果たすことができた。
スペインが民主化されると、主流派である新ファランヘは中道政党「民主中道連合」と保守政党「国民同盟」を結成した。非主流派である旧ファランヘは以後も全国組織として活動し、ホセ・アントニオ・プリモ・デ・リベラの思想を信奉し、フランコを評価はしていない。
ファランティズムは、当初はイタリアのファシズムに似ていた。それは共産主義や、他の形態の社会主義を嫌悪し、民主主義を軽蔑した。フランコ独裁体制の末期においても、フランコ支持者が画廊に展示されたパブロ・ピカソの絵画を破壊したり、フランコ政府がカタルーニャの反体制派を処刑して、画家ジョアン・ミロ/Joan Miró i Ferràを「悲劇的な時代」と嘆かせたりしていた。